# Kecamatan Buru
Kecamatan Buru är ett distrikt i Indonesien.   Det ligger i provinsen Kepulauan Riau, i den västra delen av landet, 900 km norr om huvudstaden Jakarta. Kecamatan Buru ligger på ön Pulau Buru.